# Chrysis grootdermensis
Chrysis grootdermensis  (лат.) — один из видов ос-блестянок из подсемейства Chrysidinae. Эндемик Африки.

## Распространение
Афротропика: Yellow Dunes, северная часть Succulent Karoo, (Северо-Капская провинция, Южная Африка).

## Описание
Гнездится в раковинах моллюсков Trigonephrus Pilsbry, 1905 (Mollusca: Gastropoda: Dorcasiidae) в пустынях южной Африки. Среди возможных хозяев этой осы-кукушки рассматривается один вид пчёл (Hoplitis sp., Megachilidae, Osmiini) и вид ос Alastor ricae Giordani Soika, 1934 (Vespidae, Eumeninae).

## Классификация
Относится к группе видов Chrysis aestiva group.